# Mallinella scutata (Strand)
Mallinella scutata is een spinnensoort in de taxonomische indeling van de mierenjagers (Zodariidae).
Het dier behoort tot het geslacht Mallinella. De wetenschappelijke naam van de soort werd voor het eerst geldig gepubliceerd in 1906 door Strand.

## Voorkomen
De soort komt voor in Ethiopië.